# Porto di Mykolaïv
Il porto di Mykolaïv, o in modo più esteso porto commerciale marittimo di Mykolaïv (in ucraino Миколаївський морський торговельний порт?; in russo Николаевский морской торговый порт?), è il porto della città di Mykolaïv nell'omonimo oblast in Ucraina e risale al 1862.

## Storia

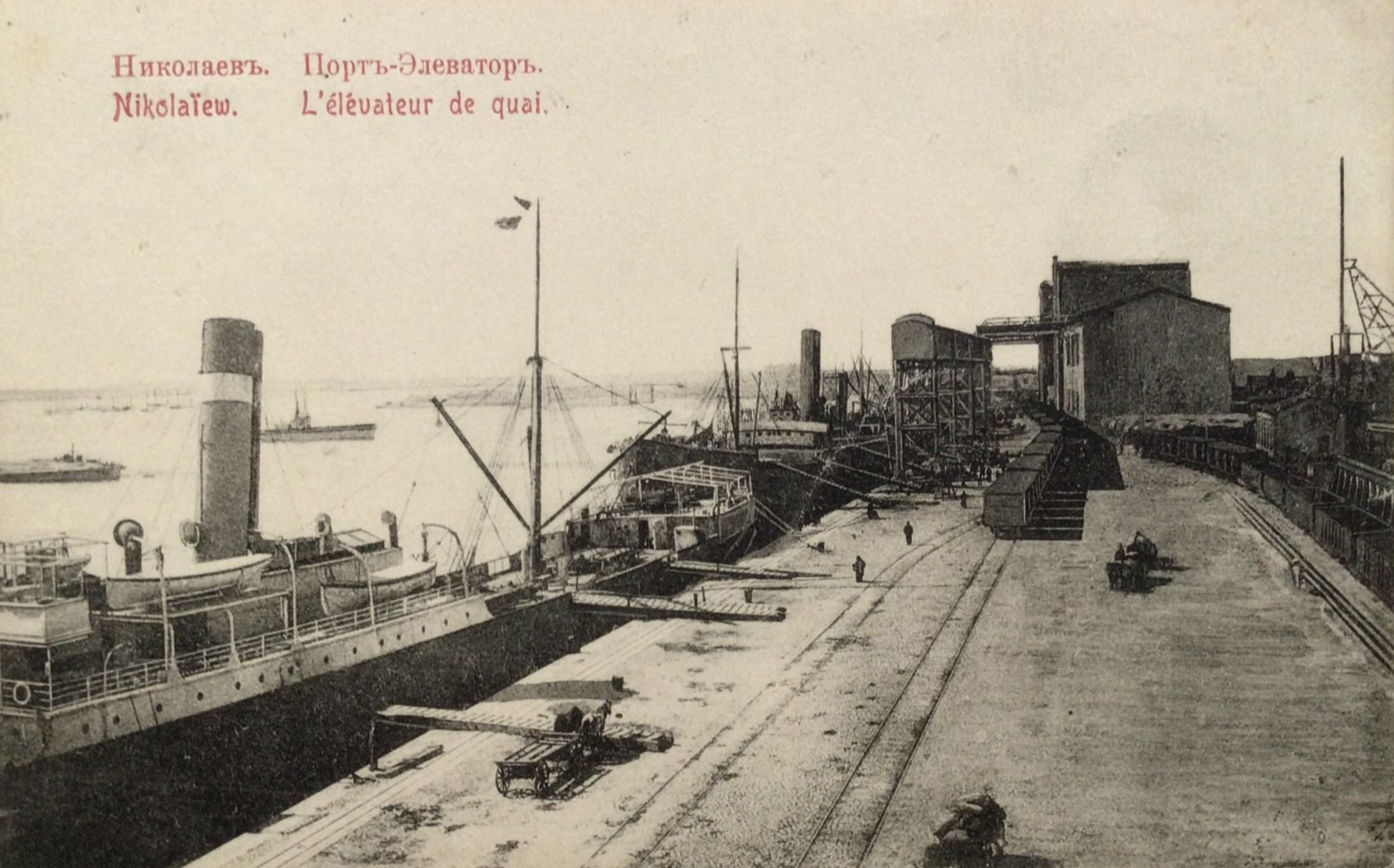
Immagine del porto negli anni dieci del XX secolo

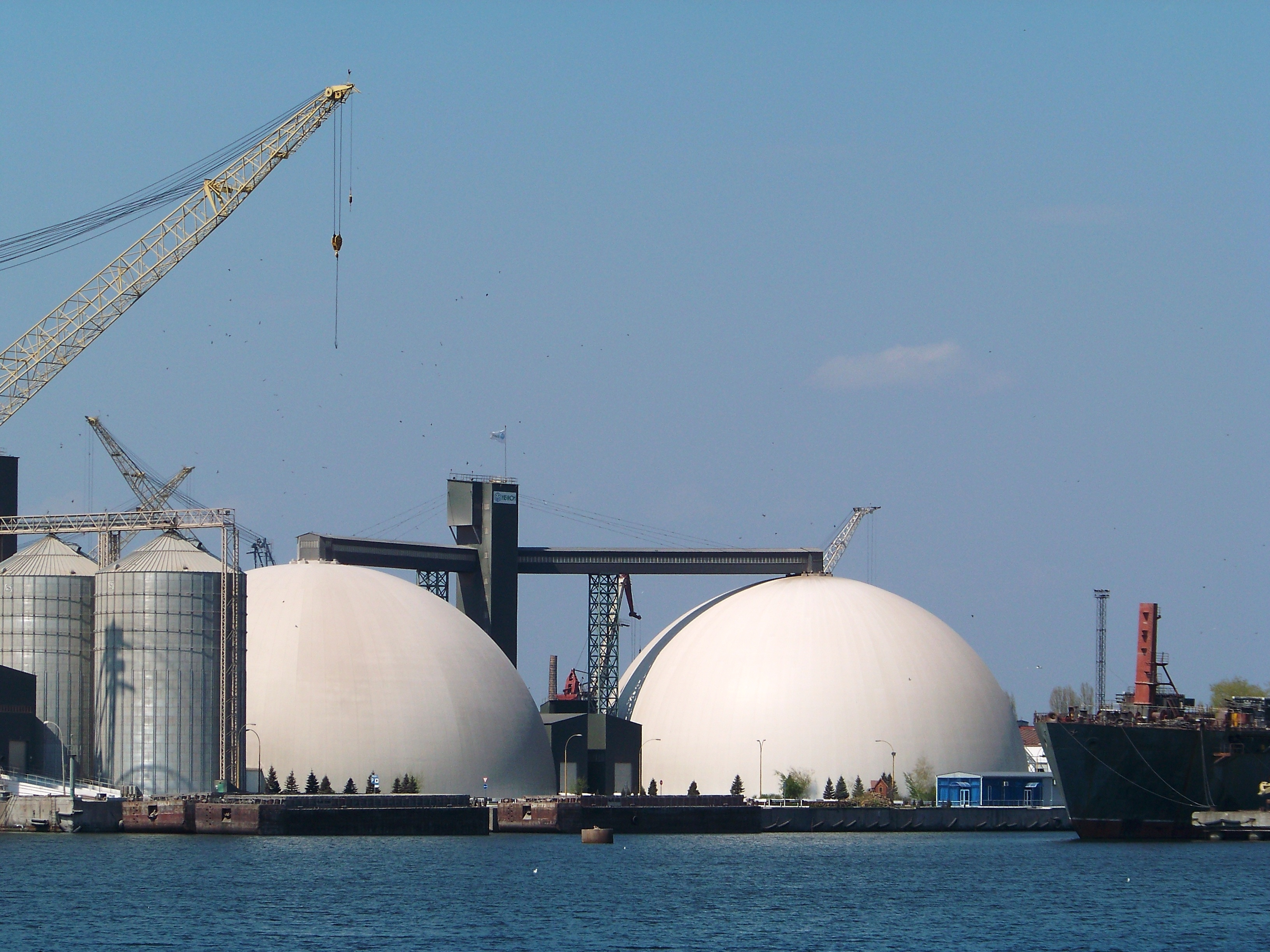
Moderne strutture portuali

Il primo a porto a Mykolaïv risale al 1789 e venne costruito sulla riva sinistra del fiume Inhul, accanto al palazzo dell'Ammiragliato. Poco più di quarant'anni dopo, nel 1821, lo scalo marittimo perse importanza poiché parte dei commerci venne spostata nella zona di Jalta. Nel 1862 ebbe una rifondazione e il porto, con l'autorizzazione di Alessandro II di Russia divenne un porto commerciale internazionale. In breve il volume di traffici aumentò arrivando, prima dello scoppio della prima guerra mondiale, a oltre 2 milioni di tonnellate di merci, in particolare ferro, manganese, grano e altri prodotti agricoli. In quel momento era il terzo porto per importanza nell'intera Russia dopo il porto di San Pietroburgo e il porto di Odessa.

## Descrizione
Il porto si trova sulla riva sinistra dell'estuario del Bug Orientale quindi permette alle navi che vi fanno scalo di arrivare facilmente nel mar Nero ed è un porto di grande importanza per l'intera Ucraina.
Dal punto di vista della sua agibilità il porto è attivo durante i mesi meno freddi, da maggio a novembre. Vi possono attraccare navi lunghe sino a 140 metri. I mercantili solitamente trasportano container e varie tipologie di merci, in particolare legname, minerali, materiali da costruzione e carbone. Nel 2021 lo scambio di merci è arrivato a 42.700 tonnellate. Il trasporto passeggeri è più che altro fluviale.

### Museo e monumento a Konstantin Olshansky

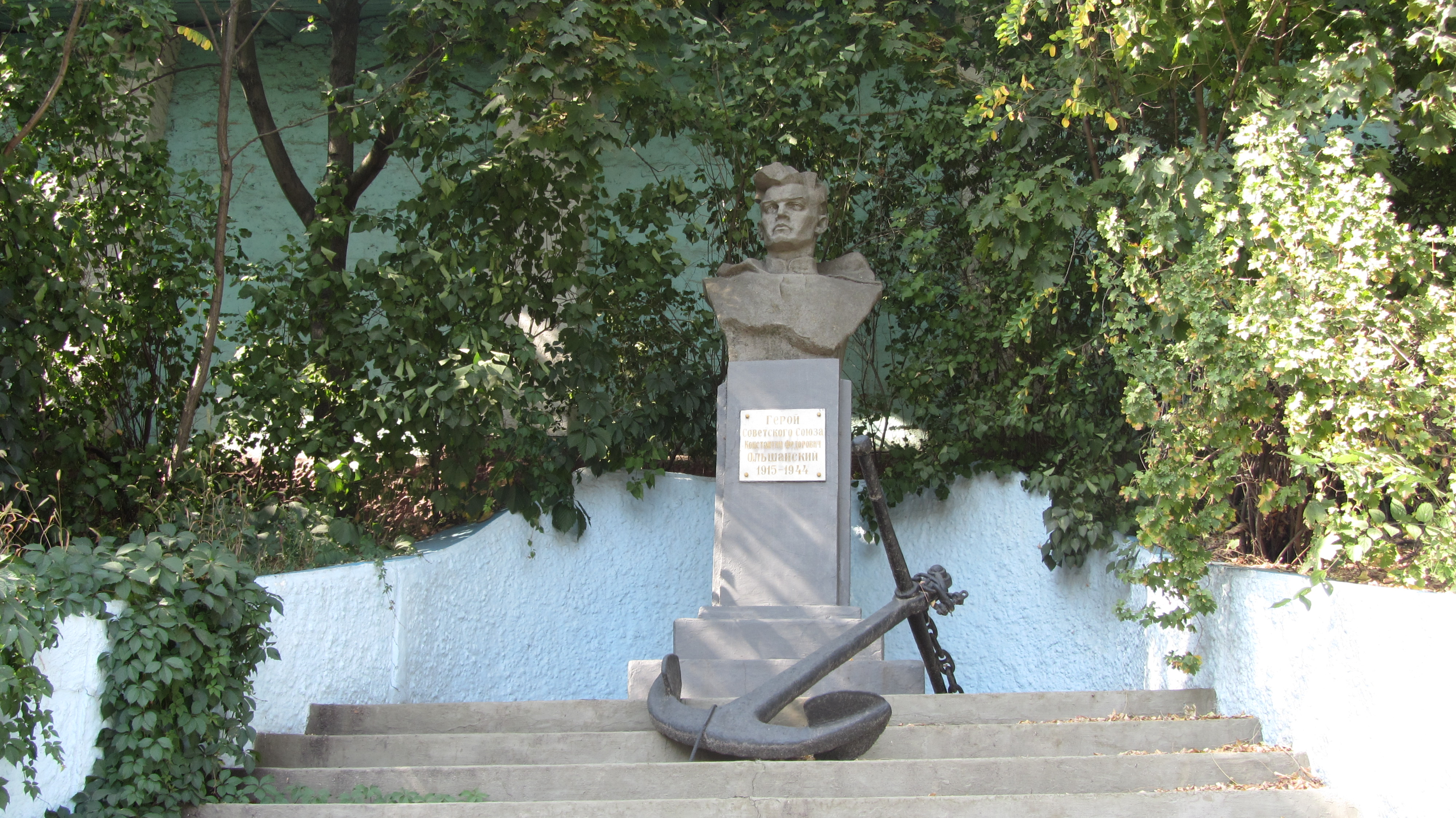
Monumento a Konstantin Olshansky

Nell'area portuale sono presenti un museo e un monumento dedicati al fante di marina sovietico della flotta del Mar Nero Konstantin Fyodorovich Olshansky, caduto durante la liberazione della città durante la seconda guerra mondiale e insignito della medaglia di Eroe dell'Unione Sovietica.